# Anisocentropus fulvus
Anisocentropus fulvus is een schietmot uit de familie Calamoceratidae. De soort komt voor in het Afrotropisch gebied.